# Міжселенна територія Ханти-Мансійського району
Міжселенна територія Ха́нти-Мансі́йського району (рос. Межселенная территория Ханты-Мансийского района) — муніципальне утворення у складі Ханти-Мансійського району Ханти-Мансійського автономного округу Тюменської області, Росія.
Згідно із законами територія напряму підпорядковується районній владі.
Населення міжселенної території становить 2 особи (2017; 2 у 2010, 8 у 2002).
Станом на 2002 рік присілок Довге Плесо перебувало у складі Селіяровської сільської ради, присілок Матка — Троїцької сільської ради.

## Склад
До складу сільського поселення входять:
| Населений пункт       | Населення, осіб (2002) | Населення, осіб (2010) | Населення, осіб (2017) |
| --------------------- | ---------------------- | ---------------------- | ---------------------- |
| Довге Плесо, присілок | 8                      | 2                      | 2                      |
| Матка, селище         | 0                      | -                      | -                      |